# Полицмейстерская канцелярия
Полицмейстерская канцелярия — орган управления полицией в Москве в 1718—1782 годах.

## История
Полицмейстерская канцелярия была учреждена царским указом в 1718 году. 6 декабря 1722 года была утверждена инструкция, регулирующая деятельность этого учреждения. Также Канцелярия должна была подчиняться Регламенту Главного Магистрата 1721 года.
Полицейская канцелярия заседала в казённом здании, находившемся на Тверском бульваре.
В состав Полицмейстерской канцелярии входило присутствие, которое возглавлял обер-полицмейстер, и непосредственно канцелярия.
С 1729 по 1732 годы правительство Российской Империи переехало в Москву и Полицмейстерская канцелярия была главной полицейской организацией страны. В 1729 году канцелярия подчинялась не только генерал-губернатору и обер-полицмейстеру, но и Сенату. В то же время была введена должность генерал-полицмейстера. В 1762 году эта должность повторно вводилась на несколько месяцев.
Полицмейстерская канцелярия решала ряд задач: выполняла функции по охране порядка в городах — организовывала караулы, занималась устройством полицейских команд и съезжих дворов, выставляла полицейские отряды и посты из солдат Московской губернии. Канцелярия занималась розыском преступников, боролась с разбоями и корчемством. Полицейская канцелярия осуществляла контроль за проживанием и передвижением людей: контролировала регистрацию граждан в городах, а также въезд и выезд людей. Канцелярия занималась выявлением и задержанием нищих и бродяг и определением их на работу, контролировала качество продаваемой пищи. Полицмейстерская канцелярия контролировала цены на различные товары, соблюдение правил мер и весов, чистоту городских улиц, качество медицинского обслуживания горожан. В ведении Канцелярии было соблюдение правил «регулярной застройки» (за исключением 1737—1742 гг., когда вопросы строительства в столицах контролировала Комиссия по застройке Санкт-Петербурга и Москвы), контроль состояния мостов и мостовых, а также осуществление противопожарных мероприятий. Пойманных преступников полицейская канцелярия отправляла в сыскной приказ.
Из коллегий в Полицмейстерскую канцелярию отправлялись служители для получения и записи различных указов.
Архив документов Полицейской канцелярии (велись с 1724 по 1782 годы) включают полицейские распоряжения, разрешения на строительство домов, отчёты о несоблюдении ночных караулов, политической благонадёжности граждан, протоколах допросов, приводов, задержаний и следствий, квитанции о взыскании средств дворян на содержание крепостных, а также переписку с Главной полицмейстерской канцелярией, Конторой Тайных Розыскных Дел, Государственной Юстиц-Коллегией и другими официальными организациями.
В ведении Полицмейстерской канцелярии находились тюрьмы. Также Канцелярия могла проводить следственные действии и приводить в исполнение приговоры по нетяжким преступлениям, для чего в штате присутствовал палач. Канцелярия после приговора московских судов занималась отправкой осуждённых граждан в Сибирь. Для этого в штате канцелярии были колодники. С 1830-х годов Полицейская канцелярия перестала вести следственные дела, и колодники были выведены из штата.
Полицейская канцелярия, в соответствии с Регламентом Главного магистрата, регулировала частную жизнь граждан, участвуя в воспитании молодёжи, контроля расходов средств граждан, внешнего вида, исходя из сословия, и даже количества запряжённых в карету лошадей.
Согласно указу от 18 марта 1731 года, в состав Канцелярии входили два чиновника, один из которых заведовал расходованием средств, другой — каторжным двором. Помимо этого, в состав Канцелярии входили адъютант и квартирмейстер. Численность штата Канцелярии постоянно менялась и зависела от внутренней политики страны. В середине 1820-х обер-полицмейстер Москвы писал: «В штате Канцелярии состоят всего 13 штаб- и обер-офицеров, а солдаты из отставных — старые и дряхлые».
Во время правления императрицы Анны Иоанновны правительство было перенесено из Санкт-Петербурга в Москву, внутренняя политика стала более жёсткой и штат Полицмейстерской канцелярии был существенно расширен. В 1763 году там служил 421 человек. При Канцелярии обязательно состояли священник и лекарь. Внутреннее деление было следующим: за каждое направление отвечал стол — «учёта сумм», «размещения на постой», «тюремный», «заведования каторжным двором» и многие другие. При Полицейской Канцелярии были квартирная и пожарная конторы, архитектор с помощниками, каменных дел мастер (также с помощниками) для починки мостовых. К здании канцелярии постоянно находились: полицейский капитан, подпоручики, писари, отряд драгун из гарнизона Москвы. Финансирование Канцелярии осуществлялось за счёт Военной коллегии.
При вступлении в чин обязательным условием было принятие присяги.
Изначально Полицейская Канцелярия подчинялась генерал-полицмейстеру Санкт-Петербурга, с 1729 по 1732 годы Сенату, с 1732 года — Главной полицмейстерской канцелярии. В 1782 году была основана Управа благочиния и Полицейская канцелярия была расформирована.